# Royal Cruise Line
Die Royal Cruise Line war eine griechische Kreuzfahrt-Reederei mit Sitz in Piräus, die 1972 gegründet wurde.

## Geschichte

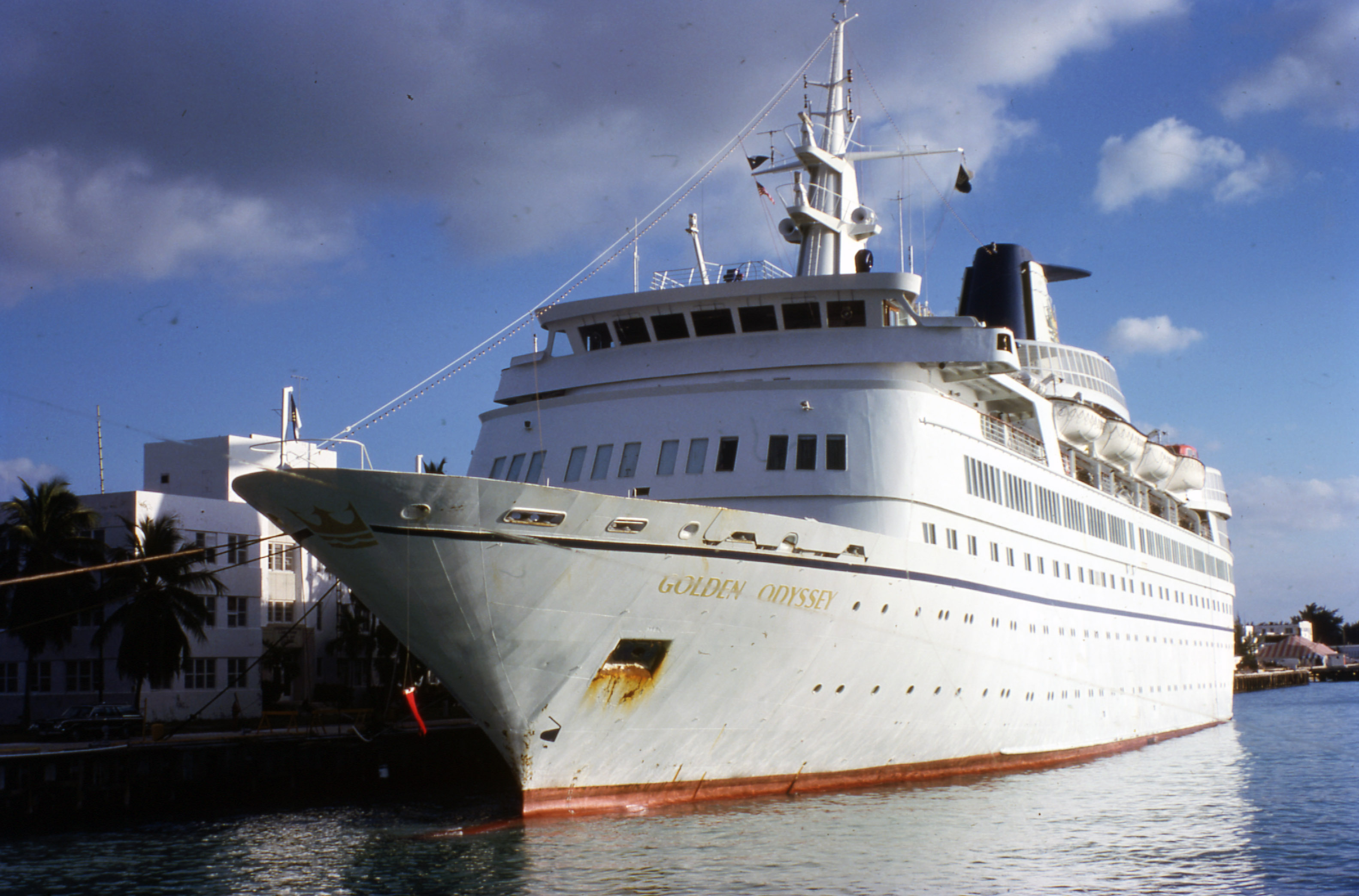
Die Golden Odyssey, das erste Schiff der Reederei

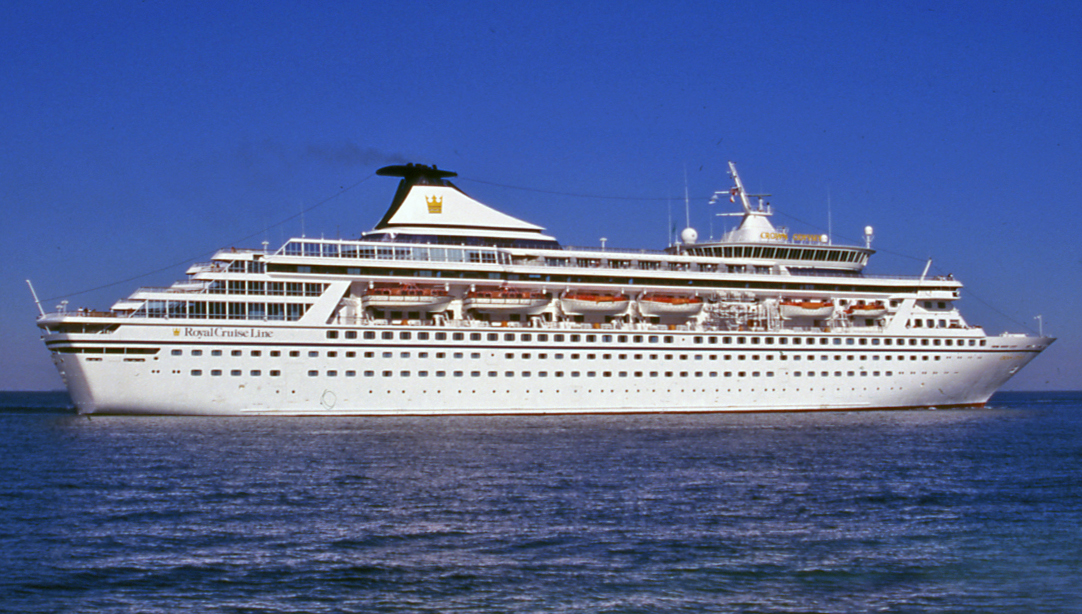
Die Crown Odyssey, der zweite Neubau der Reederei

Die Royal Cruise Line wurde 1972 von dem griechischen Reeder und Geschäftsmann Pericles S. Panagopoulos in Piräus gegründet. Im Folgejahr begann in der Helsingør Skibsværft in Helsingør der Bau für das erste Schiff der Reederei, welches im Februar 1974 unter dem Namen Golden Odyssey vom Stapel lief. Die Golden Odyssey war der erste Kreuzfahrtschiff-Neubau, der von einem griechischen Eigner in Auftrag gegeben wurde. In den ersten Jahren war das 460 Passagiere fassende Schiff vor der Küste Griechenlands sowie an der US-amerikanischen Westküste im Einsatz, wechselte aber in seiner späteren Laufbahn für die Reederei auf verschiedene Routen in weltweiter Fahrt.
In den folgenden Jahren konnte sich die Royal Cruise Line einen guten Ruf ausbauen und gewann mehrere Auszeichnungen, darunter den Readers' Choice Award als beste Reederei. 1981 beschloss die Royal Cruise Line daher eine Vergrößerung ihrer Flotte und kaufte von der italienischen Home Lines die 1964 als Shalom in Dienst gestellte Doric ab. Nach einem Umbau nahm das Schiff im Mai 1982 als Royal Odyssey den Betrieb für die Reederei auf.
1988 wurde mit der Crown Odyssey ein weiterer Neubau in Dienst gestellt, während die Royal Odyssey wieder verkauft wurde. 1989 ging die Royal Cruise Line für 125 Millionen Dollar in den Besitz der damals noch zu Kloster Cruise gehörenden Norwegian Cruise Line über. 1990 erhielt die Reederei weiteren Flottenzuwachs mit dem Ankauf der 1973 als Royal Viking Sea in Dienst gestellten Royal Odyssey (II). Ihr folgte 1993 das Schwesterschiff Star Odyssey, welches 1972 als Royal Viking Star in Fahrt kam. Beide Schiffe stammten aus der Flotte der ebenfalls zu Kloster Cruise gehörenden Royal Viking Line.
1994 wurde die mittlerweile zwanzig Jahre alte Golden Odyssey verkauft. Im Januar 1995 erhielt die Flotte der Royal Cruise Line mit der Queen Odyssey wieder neuen Zuwachs. Bei dem yachtähnlichen Schiff handelte es sich um die ehemalige Royal Viking Queen der Royal Viking Line, welche 1992 in Dienst gestellt wurde. Nach nur zwölf Monaten im Dienst wechselte die Queen Odyssey im Januar 1996 jedoch von der mittlerweile finanziell angeschlagenen Royal Cruise Line zur Seabourn Cruise Line, für die sie eigentlich gebaut worden war.
Grund für die finanziellen Probleme der Royal Cruise Line war die Muttergesellschaft Kloster Cruise, die bereits seit den frühen 1990er-Jahren am Rande einer Insolvenz stand. Im Dezember 1995 ging die Gesellschaft schließlich an die Carnival Corporation. Kloster Cruise wurde mit der Norwegian Cruise Line zusammengelegt und fortan als Tochtergesellschaft betrieben. Nur zwei Monate nach dem Verkauf der Queen Odyssey wurde im März 1996 die Auflösung der Royal Cruise Line beschlossen. Als erstes Schiff ging noch im selben Monat die Crown Odyssey an die Muttergesellschaft Norwegian Cruise Line. Als letztes Schiff der Reederei wurde im Oktober 1996 die Star Odyssey verkauft, womit die Royal Cruise Line nach 24 Jahren zu existieren aufhörte.

## Nach der Auflösung
Von den insgesamt sechs Schiffen in der ehemaligen Flotte der Royal Cruise Line sind noch drei im Dienst. Die Golden Odyssey verkehrte nach mehreren Besitzerwechseln seit 2013 unter dem Namen Rex Fortune für Casinokreuzfahrten in der Bucht von Hongkong, bevor sie 2017 in Sihanoukville in Kambodscha zum Hotelschiff umgewidmet wurde. Die erste Royal Odyssey war nach einer siebenjährigen Dienstzeit für die 1995 in die Insolvenz gegangene Reederei Regency Cruises war das Schiff sechs Jahre lang aufgelegt und wurde 2001 zum Verschrotten nach Indien verkauft, sank jedoch im Schlepptau vor Südafrika. Die ehemalige Crown Odyssey wurde nach ihrer Dienstzeit bei der Norwegian Cruise Line an die britische Fred. Olsen Cruise Lines verkauft und wird dort als Balmoral eingesetzt. Ebenso ging auch die Star Odyssey an Fred. Olsen, wurde aber 2022 in Alang abgewrackt. Die zweite Royal Odyssey war von 2004 bis 2020 unter dem Namen Albatros für den deutschen Reiseanbieter Phoenix Reisen in Fahrt und wurde 2021 in Alang abgewrackt. Die Queen Odyssey blieb noch bis 2015 als Seabourn Legend für die Seabourn Cruise Line in Fahrt und wird seitdem unter dem Namen Star Legend für Windstar Cruises eingesetzt.
Pericles S. Panagopoulos blieb auch nach der Auflösung der Royal Cruise Line als Reeder aktiv. Bereits 1993 gründete er gemeinsam mit seinem Sohn Alexander die Fährschiffgesellschaft Superfast Ferries, welche mit ihren Schiffen seitdem verschiedene Häfen in der Ägais und im Mittelmeer anläuft.

## Schiffe
| Jahr        | Name               | Tonnage    | Bauwerft                                 | Status/Schicksal |
| ----------- | ------------------ | ---------- | ---------------------------------------- | --- |
| 1974        | Golden Odyssey     | 6.757 BRT  | Helsingør Skibsværft, Helsingør          | 1994 verkauft, als Rex Fortune für Star Sail Investments in Fahrt.                                                         |
| 1981 (1964) | Royal Odyssey      | 25.338 BRT | Chantiers de l’Atlantique, Saint-Nazaire | 1988 verkauft, 2001 vor Südafrika gesunken.                                                                                |
| 1988        | Crown Odyssey      | 34.242 BRT | Meyer Werft, Papenburg                   | 1996 an Norwegian Cruise Line, als Balmoral für Fred. Olsen Cruise Lines in Fahrt.                                         |
| 1990 (1973) | Royal Odyssey (II) | 28.158 BRT | Wärtsilä, Helsinki                       | 1996 an Norwegian Cruise Line, bis 2020 als Albatros für Phoenix Reisen in Fahrt, 2021 in Alang verschrottet.              |
| 1993 (1972) | Star Odyssey       | 28.221 BRT | Wärtsilä, Helsinki                       | 1996 an Norwegian Cruise Line, bis 2020 als Black Watch für Fred. Olsen Cruise Lines in Fahrt, 2022 in Alang verschrottet. |
| 1995 (1992) | Queen Odyssey      | 9.961 BRT  | Schichau Seebeck, Bremerhaven            | 1996 verkauft, als Star Legend für Windstar Cruises in Fahrt.                                                              |